# Pismány
Pismány Szentendre része, amely egykor a város gyümölcsöse volt.

## Fekvése
A Visegrádi-hegységben, a város központjától észak-északnyugatra, a Sztaravoda-patak és a Sztelin-patak völgye között, az Asztal-kő-hegy felől a Pap-sziget irányába fokozatosan ereszkedő magasabb dombvonulat. (A hasonló nevet viselő hegy csúcsa a házak közelében található.)

## Története
A Pisman-szó talán perzsa eredetű, jelentése "megbánó". Valószínűbb azonban, hogy a türk nyelvek piš-/biš szavaival rokon, amelyek igeként a gyümölcs beérése, melléknévként érett jelentéssel bírnak.
Az eredeti helynevek arra utalnak, hogy a középkorban a Pilisben vadászó királyok pihentek meg erre. A török korban a környék megszállt terület volt, majd 1690 után a törökök elől menekülő szerbek települtek be, akik szőlővel ültették be a hegyeket. Ők készítették a híres rácürmöst is.
Az 1920-as években még szinte lakatlan volt, csak néhány gazdasági épület, illetve nyaraló állt itt. Később egyre több fővárosi lakos épített itt házat (Bergmann-, Balázs-, Hertl-, Paulay-, Petter-, stb. villa).
Az 1930-as évek végén fiatal festőművészek alkotóhelye lett. Többek közt Szántó Piroska, aki Bálám szamara című könyvében örökítette meg emlékeit. Ebben az időben még gyümölcsültetvények borították a hegyoldalt. A helyiek a terményeiket a Szamárhegyen működött Darupiac nevű gyümölcspiacon értékesítették.
A friss levegő és a pazar panoráma élénkítőleg hatott a szuburbanizációra. Az 1960-as évek elejétől a korábbi gyümölcsösök, nyaralók és hétvégi telkek helyére családi házak épültek.
1979-ben hivatalosan Szentendre városrésze lett.